# In aller Stille
In aller Stille – album niemieckiego zespołu punkrockowego Die Toten Hosen, wydany w 2008 roku.

## Lista utworów
1. „Strom” (Frege/Frege) – 2:48
2. „Innen alles neu” – 2:57 (Meurer/Frege) – 2:57
3. „Disco” (Frege/Frege) – 3:22
4. „Teil von mir” (von Holst/Frege) – 3:00
5. „Auflösen” (Frege/Frege, Minichmayr) – 3:19
6. „Leben ist tödlich” (Meurer/Frege) – 3:26
7. „Ertrinken” (Breitkopf/Frege, Weitholz) – 4:13
8. „Alles was war” (Breitkopf/Frege) – 3:05
9. „Pessimist” (Breitkopf, Frege) – 2:47
10. „Wir bleiben stumm” (von Holst/Frege) – 3:33
11. „Die letzte Schlacht” (von Holst, Meurer/Frege) – 3:03
12. „Tauschen gegen dich” (von Holst, Steigen/Frege) – 3:16
13. „Angst” (von Holst/Frege) – 3:12

## Single
- 2008 „Strom”
- 2009 „Alles was war”
- 2009 „Auflösen”
- 2009 „Ertrinken”

## Wykonawcy
- Campino – wokal
- Andreas von Holst – gitara
- Michael Breitkopf – gitara
- Andreas Meurer – gitara basowa
- Vom Ritchie – perkusja
- Birgit Minichmayr – wokal w piosence Auflösen
- Hans Steingen – akordeon, instrumenty smyczkowe i fortepian
- Henning Brötchen – „bułeczki, kotleciki i piwo”